# Bankura
Bankura – miasto w Indiach, w stanie Bengal Zachodni. W 2011 roku liczyło 137 386 mieszkańców.